# Линівська сільська рада
Лині́вська сільська́ ра́да — колишній орган місцевого самоврядування в Путивльському районі Сумської області. Адміністративний центр — село Линове.

## Загальні відомості
- Населення ради: 698 осіб (станом на 2001 рік)

## Населені пункти
Сільській раді підпорядковані населені пункти:
- с. Линове

## Склад ради
Рада складалася з 12 депутатів та голови.
- Голова ради: Шевченко Ірина Олександрівна

### Керівний склад попередніх скликань
| Прізвище, ім'я, по батькові  | Основні відомості                                                 | Дата обрання | Дата звільнення |
| ---------------------------- | ----------------------------------------------------------------- | ------------ | --------------- |
| Шевченко Ірина Олександрівна | Сільський голова, 1969 року народження, освіта вища, позапартійна | 26.03.2006   | 31.10.2010      |
| Шевченко Ірина Олександрівна | Сільський голова, 1969 року народження, освіта вища, позапартійна | 31.10.2010   |                 |

Примітка: таблиця складена за даними сайту Верховної Ради України